# The Invader – Killer aus einer anderen Welt
The Invader – Killer aus einer anderen Welt (Originaltitel: The Invader) ist ein US-amerikanisch-kanadischer Science-Fiction-Film von Regisseur Mark Rosman aus dem Jahr 1997. Der Film ist im deutschen Fernsehen auch unter dem Alternativtitel „The Invader - Spur des Alien“ bekannt.

## Handlung
Die unfruchtbare Annie lernt nach ihrer Trennung vom Polizisten Jack einen ominösen Mann in einer Bar kennen. Dieser hat eine Mission: Er muss eine Frau finden, um ein Kind zu zeugen, da sein Volk vor der Vernichtung durch genmanipulierte Aliens steht. Es bleibt bei einem leidenschaftlichen Kuss zwischen den beiden. Doch dieser Kuss bleibt nicht folgenlos: Annie wird schwanger! Es beginnt eine abenteuerliche Flucht vor dem außerirdischen Killer Willard und der Polizei.

## Synchronisation
| Rolle         | Darsteller     | Synchronsprecher  |
| ------------- | -------------- | ----------------- |
| Annie Nilssen | Sean Young     | Franziska Pigulla |
| Renn          | Ben Cross      | Hubertus Bengsch  |
| Jack Logan    | Daniel Baldwin | Stefan Fredrich   |
| Gail          | Lynda Boyd     | Martina Treger    |

## Hintergrund
Der Film ist eine Direct-to-Video-Produktion. Die Videopremiere war am 19. August 1997 in Ungarn. Startdatum in den USA war der 12. September 1997 und in Deutschland der 19. Dezember 1997.

## Kritik
„Science-Fiction-Film mit haarsträubendem Plot und unfreiwilliger Komik auf dem Niveau einer Fernsehserie; kurzweilig allenfalls durch gelungene Computereffekte.“

„Etwas Selbstironie und das Charisma von Ben Cross halten den billig getricksten ‚Terminator‘-Verschnitt gerade so über Wasser. Fazit: Bescheuerte Story, amüsant verpackt.“